# Kurkumin
Kurkumin je glavni predstavnik kurkuminoida iz popularnog indijskog začina kurkuma, koji je član đumbir porodice (Zingiberaceae). Druga dva kurkuminoida u ovom začinu su desmetoksikurkumin i bis-desmetoksikurkumin. Kurkuminoidi su prirodni fenoli koji daju žutu boju kurkuma začinu. Kurkumin ima nekoliko tautomernih formi, uključujući 1,3-diketo formu i dve enolne forme. Enolna forma je energetski stabilnija u čvrstoj fazi i u rastvoru.

## Dobijanje
Kurkumin se dobija iz bilke curcuma longa, tačnije iz korena ove biljke koji se koristi kao začin. Kurkumin je odličan antioksidans. na ovaj način kurkumin svojim delovanjem pomaže imunom sistemu. Kurkumin ima anti-inflamatorna svojstva. Kurkumin ima veoma značajna anti-bakterijska i anti-virusna svojstva.
Kurkumin se pokazao veoma dobrim u lečenju diabetes mellitus. U raznim kliničkim ispitivanjima kurkumin popravio stanje kod grupe pacijenata koji su ga koristili.
Kurkumin se pokazao veoma korisnim za tretiranje ljudi obolelih od: srčanih bolesti, kod ljudi koji imaju problema sa pamćenjem i funkcionisanjem mozga, ljudi zaraženih nekim tipovima bakterija i virusa i ljudi obolelih od raznih tipova raka.
Kurkumin ima svetlo žutu boju i može se koristiti za bojenje hrane. On je prehrambeni aditivi sa E brojem E100.

## Literatura
- Esatbeyoglu, Tuba; Huebbe, Patricia; Ernst, Insa M. A.; Chin, Dawn; Wagner, Anika E.; Rimbach, Gerald (2012). „Curcumin-From Molecule to Biological Function”. Angewandte Chemie International Edition. 51 (22): 5308. doi:10.1002/anie.201107724.

## Spoljašnje veze
- [http://www.mskcc.org/mskcc/html/11571.cfm?RecordID=429&tab=HC
- [http://www.mdanderson.org/departments/cimer/dindex.cfm?pn=915cd45e-7c37-4305-8e778e10de640e0c
- [http://www.umm.edu/altmed/articles/turmeric-000277.htm